# Elifaz
Elifaz (en hebreo: אליפז‎) es un kibutz ubicado en el distrito Sur de Israel. Situado en el valle de Aravá, alrededor de 27 km al norte de Eilat, recae bajo la jurisdicción del concejo regional de Hevel Eilot. En 2023 tenía una población de 193 habitantes.

## Historia
Elifaz fue fundada en abril de 1982, por un grupo de miembros de las unidades paramilitares del Nájal oriundos de Jerusalén, Haifa, Bat Yam y Nahariya. Elifaz toma su nombre de Elifaz el Temanita, uno de los amigos de Job. En el Aravá también hay localidades cercanas con los nombres de los otros dos amigos: Blidad (desde 2001 llamado Tsukim) y Tsofar. El kibutz fue establecido completamente en enero de 1983. 
En 2012 se convirtió en el primer kibutz en aceptar a una pareja drusa como residentes: Haza y Nibal Tafesh fueron aprobados por unanimidad como miembros de pleno derecho, convirtiéndolos en los primeros drusos de Israel en unirse a un kibutz.
En 2014, la empresa de energía solar Arava Power Company (APC) inauguró seis campos solares en el Aravá y en el desierto del Néguev, generando un total de 36 megavatios de electricidad. Uno de estos campos solares se encuentra en Elifaz.